# Cêrca
Cêrca é uma vila e comuna angolana que se localiza na província de Cuanza Norte, pertencente ao município de Golungo Alto..